# Бой под Тиллеротом
Бой под Тиллеротом (швед. Slaget vid Tillendorf) — столкновение между шведскими войсками и частями русского вспомогательного корпуса на польско-саксонской службе, произошедшее 9 ноября 1704 года во время Великой Северной войны. Окончилось победой шведов и захватом русского обоза.

## Предыстория
7 ноября 1704 года шведский король Карл XII настиг отступающую саксонскую армию Иоганна Маттиаса Шуленбурга у Поница, и, несмотря на то, что принудил к отступлению с поля битвы, нанести решительного поражения не сумел, дав ей возможность пересечь Одер и отступить в Саксонию, как и приказывал Август II. Туда шведы вторгаться не решились, ведь это была территория Священной Римской империи. Бригада русского вспомогательного корпуса под командованием полковника Генриха Вильгельма Герца численностью 3939 человек (полки Герца, Романовского, Беллинга и Шеннинга) отступала отдельно от Шуленбурга, двигаясь севернее, и к утру 7 ноября отставала от него на 60 километров. Между ними находились войска Карла XII, состоящие из 6 рейтарских и 3 драгунских полков, а сзади Герца преследовал отряд Отто Веллинга (около 3 тысяч человек) из трех рейтарских (Лейб, Остготский, Смалландский) и двух драгунских (Сконский сословный и Шлезвигский полковника Таубе) полков. Поначалу Герц собирался соединиться с Шуленбургом у Поница, однако не сумел этого сделать и двинулся на северо-запад — к Лешно, а оттуда к Смигелю, с целью дойти до Одера, переправиться через него и отступить в саксонскую Лузацию, однако из-за большой растянутости сил бригады её обоз серьёзно отстал от остальных и в конце концов потерял с ними связь. Командующий обозом подполковник Еремей Дельдин не сумел выяснить маршрут движения Герца и, прибыв в Лешно, 8 ноября пошел в сторону Фрауштадта, чтобы пройти дальше и пересечь Одер.

## Ход боя
Вскоре после выступления обоза из Лешно в город вошел трёхтысячный корпус Отто Веллинга, уже несколько дней преследующий русских. Веллинг также не знал о повороте бригады Герца к Смигелю и потому направился на запад к Фрауштадту. В его окрестностях, у деревни Тиллерот, он и настиг русский обоз.
Относительно численности русского отряда существует две версии. По данным В. С. Великанова, у Дельдина в распоряжении было около 600 человек и 11 пушек. Шведский историк Оскар Шёстрём также называет численность отряда в 600 человек при 11 орудиях. Д. П. Бутурлин в «Военной истории походов россиян в XVIII столетии» утверждает, что у подполковника было 1500 человек при всё тех же 11 орудиях. Б. Н. Григорьев в своей научно-популярной биографии Карла XII тоже указывает на численность русского отряда в 1500 человек.
Эти силы Дельдин разместил в вагенбурге и самой деревне, где и планировал обороняться. Шведы сходу атаковали противника, но столкнулись с ожесточенным сопротивлением и сразу смять вражескую оборону не смогли. Тем не менее, пользуясь подавляющим численным превосходством и чередуя конные атаки с атаками спешенных драгун, шведам удалось прорваться в вагенбург. Во время ожесточенного боя в деревне начался пожар, и, по шведским данным, именно в огне погибло большинство русских солдат. В «Журнале русским пехотным полкам, которые отправлены помощными в корпус войска саксонского» написано, что пожар устроил русский офицер Рымшин, который, видя безвыходность всей ситуации, поджег пороховую казну. Отряд Дельдина был разгромлен, по шведским свидетельствам, погибло 912 человек, однако скорее всего это преувеличение. В плен к шведам попали 4 солдата, 1 поручик и 1 майор, а через несколько дней были захвачены ещё 13 человек. Также шведам достались обоз и казна бригады Герца и все 11 орудий. Сам Еремей Дельдин сумел покинуть поле боя вместе с группой офицеров и уйти в Саксонию. Шведы, несмотря на упоминание ожесточенного боя, оценивают свои потери всего в 23 человека убитыми и 43 ранеными. Д. П. Бутурлин указывает, что шведские потери составили до 100 человек выбывших из фронта.

## Последствия
11 ноября к Фрауштадту прибыл Карл XII, разбивший по дороге двухтысячный отряд казаков Даниила Апостола. Бригаду Герца шведам перехватить не удалось, и она в беспорядке, но без столкновений с противником отступила в саксонскую Лузацию.